# چسارینو چرولاتی
چسارینو چرولاتی (به ایتالیایی: Cesarino Cervellati) بازیکن فوتبال و اهل ایتالیا بود که از سال ۱۹۵۱ میلادی عضو تیم ملی فوتبال ایتالیا بوده و در ۶ بازی ملی حضور داشت. او در بازی‌های ملی‌اش گلی به ثمر نرساند.
چسارینو چرولاتی آخرین بازی ملی خود را در سال ۱۹۶۱ میلادی انجام داد.